# Шэньси-Ганьсу-Нинсяский советский район
Шэньси-Ганьсу-Нинсяский советский район (кит. трад. 陝甘寧邊區, упр. 陕甘宁边区, пиньинь shǎngānníng biānqū, палл. Шань-Гань-Нин бяньцюй, буквально: «Шэньси-Ганьсу-Нинсяский пограничный район») — подконтрольное китайским коммунистам военное и административно-территориальное образование, существовавшее в 1937—1950 годах.

## Название
Район был образован на смежных территориях трёх провинций, поэтому в китайских источниках он называется 边区, что можно перевести на русский как «район на границе» или «пограничный район». В русскоязычной литературе после выхода книги «Особый район Китая. 1942—1945» его часто не совсем правильно называют «особым районом» (в китайских документах термин «особый район» был закреплён за некоторыми специальными единицами административно-территориального деления, к которым данное образование не относилось).

## История
В ноябре 1934 года руководимая Лю Чжиданем Северо-Западная красная армия основала советский район на границе провинций Шэньси и Ганьсу. В январе 1935 года Шэньси-Ганьсуское пограничное советское правительство (陕甘边苏维埃政府) было переименовано в Северо-Шэньсийское советское правительство (陕北省苏维埃政府). В октябре 1935 года в эти места прорвались части китайской Красной армии, завершившие Великий поход, и этот район стал главной базой китайских коммунистов. С января 1937 года Центральный комитет КПК разместился в Яньане.
После заключения соглашения с гоминьдановским правительством Китая с 6 сентября 1937 года на территории Шэньси-Ганьсу-Нинсяской революционной базы было создано правительство Шэньси-Ганьсу-Нинсяского пограничного района, которое формально являлось автономной местной властью, подотчётной напрямую Исполнительному юаню Китайской республики.
После окончания войны с Японией и возобновления гражданской войны гоминьдановские войска в марте 1947 года начали наступление на ШэньГаньНинский район. 19 марта 1947 года ЦК КПК принял решение об уходе из Яньаня. 28 марта члены ЦК КПК переправились через Хуанхэ и обосновались в деревне Сибайпо в уезде Пиншань провинции Хэбэй.
После наступления перелома в войне коммунисты с 1948 года перешли в наступление, и в июне 1949 года правительство Шэньси-Ганьсу-Нинсяского пограничного района переехало в Сиань, а в июне 1950 года район был официально расформирован.